# DEFCON (Veranstaltung)

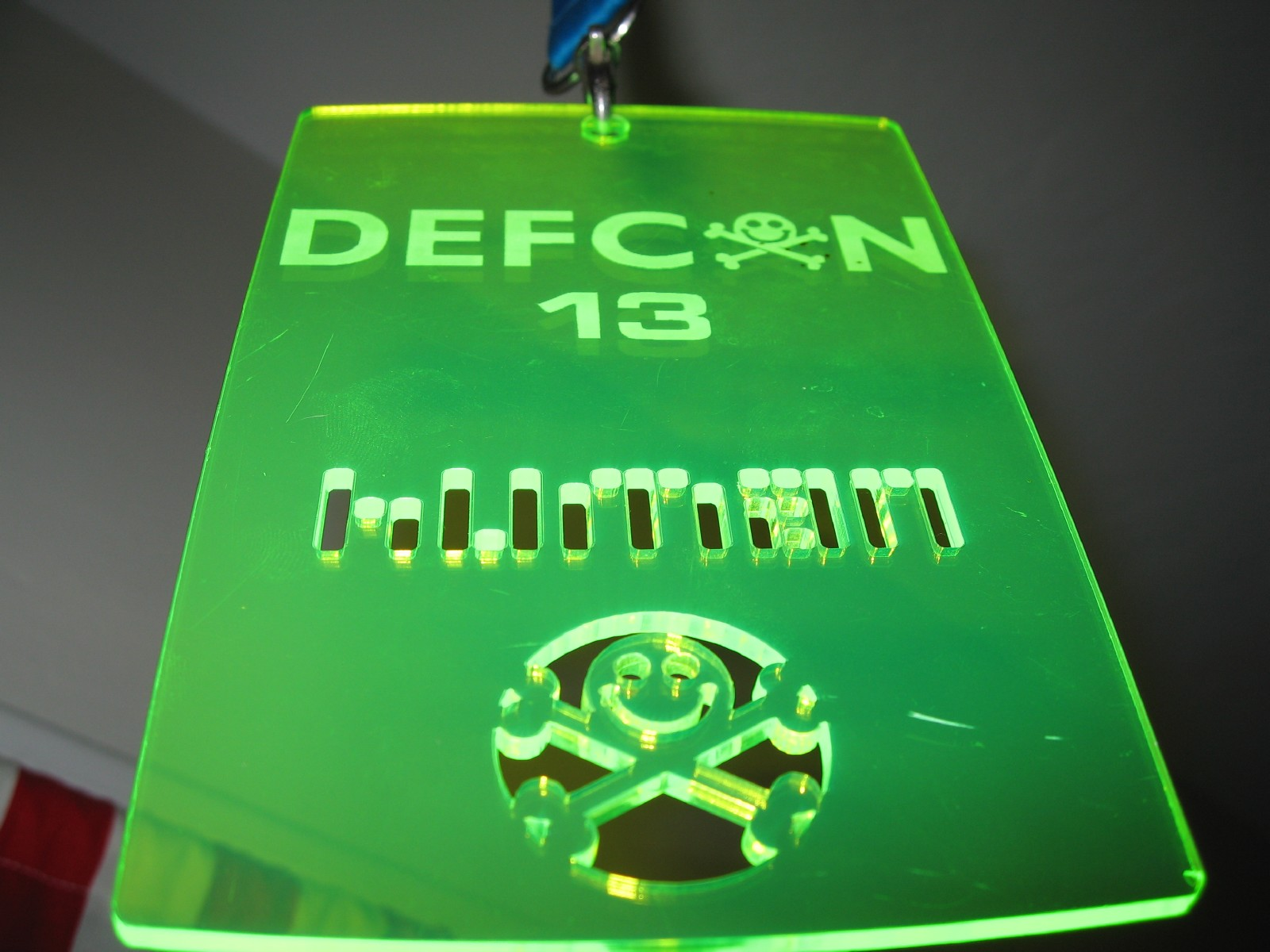
Anhänger der DEFCON 13

DEFCON (auch Def Con) ist eine der weltweit größten Veranstaltungen für Hacker, mit steigenden Besucherzahlen: Im Jahr 2007 etwa 6.000 Besucher, 2017 bereits circa 25.000. Die dreitägige Konferenz findet seit 1993 jährlich in Las Vegas, Nevada statt, und informiert über Neuigkeiten in der Computersicherheit mittels Vorträgen, Workshops und Treffen verschiedener Personen. Auch Wettbewerbe werden meist veranstaltet, wobei der Bekannteste der Capture the Flag (CTF) ist. Hier geht es darum, eigens aufgebaute Computer oder Netzwerke zu verteidigen oder zu erobern. Gegründet wurde die DEFCON von Jeff Moss – auch bekannt als The Dark Tangent – welcher ebenfalls Black Hat Briefings gründete.
Mittlerweile gibt es viele internationale DEFCON-Gruppen, die in ihren Ländern das Wissen weitergeben und neue Ideen fördern.

## Vorfälle
Im Jahr 2001 wurde der russische Programmierer Dmitri Witaljewitsch Skljarow auf der Konferenz verhaftet. Adobe warf ihm vor, Software zu verbreiten, die Adobes E-Book-Format entschlüsseln könne.
Die Reporterin Michelle Madigan wurde 2007 beschuldigt, ohne Presseausweis zu filmen bzw. Tonaufnahmen zu machen.
Im Jahr 2009 wurden zwei Personen verhaftet – eine wegen unerlaubten Waffenbesitzes,
die andere, weil sie das Türschloss auf dem Dach des Riviera Hotels in Las Vegas knackte.
In Folge des PRISM-Skandals war die Anwesenheit von Regierungsmitarbeitern zur DEFCON 2013 zum ersten Mal nicht erwünscht.